# Brian Steenson
Brian Steenson (Crossgar, 1947 - Douglas, 18 de junio de 1970) fue un piloto de motociclismo británico, que corrió en el Campeonato del Mundo de Motociclismo desde 1967 hasta su muerte en 1970.

## Biografía
Natural de Crossgar (Condado de Down) en Irlanda del Norte. Fue ingeniero de proyectos del departamento de desarrollo de BSA, pero también en Queen's University en Belfast. Aquí trabajó con Gordon Blair en el desarrollo del motor de dos tiempos y, en 1970, probó un nuevo motor QUB de dos tiempos para Seeley en el North West 200 de Irlanda del Norte.
Debutó en 1967 con una Aermacchi Ala d'Oro 250 en el Mundial, donde terminó la temporada decimoquinto gracias al quinto lugar en su carrera en casa, el Gran Premio de Úlster. En 1968 acabó en tercero en el este mismo Gran Premio. Con esto también comenzó en el Junior TT, pero allí solo acababa noveno. Con su Ala d'Oro 250, abandonó el Lightweight 250 cc TT.
En 1969, pilotó en la categoría de 350 cc con una Aermacchi, pero ahora también probó la Seeley - Matchless de la cilindrada de 500 cc. En el Junior TT acabó segundo por detrás de Giacomo Agostini. En la carrera de casa, Agostini le permitió liderar la carrera durante 4 vueltas pero el italiano fue imbatible con su MV Agusta pero Steenson fue el único piloto de la carrera que no fue doblado. En el campeonato mundial de 500 cc terminó décimo.
En 1970, él y su Seeley fueron quintos en la Gran Premio de Francia. Durante la TT Isla de Man compitió en tres categorías. En Production 750 TT se retiró con una BSA Rocket 3 mientras estaba en el segundo lugar. En el Junior TT también se retiró con la Seeley y en el TT Senior era cuarto en la tercera vuelta cuando cayó en Mountain Box. Fue llevado en helicóptero al Hospital Nobles en Douglas, donde se detectó una fractura en la base del cráneo. Murió en el hospital cinco días después.

## Resultados en el Campeonato del Mundo de Motociclismo
Sistema de puntuación desde 1950 hasta 1968:
| Posición | 1.º | 2.º | 3.º | 4.º | 5.º | 6.º |
| Puntos   | 8   | 6   | 4   | 3   | 2   | 1   |

Sistema de puntuación desde 1969 hasta 1987:
| Posición | 1.º | 2.º | 3.º | 4.º | 5.º | 6.º | 7.º | 8.º | 9.º | 10.º |
| Puntos   | 15  | 12  | 10  | 8   | 6   | 5   | 4   | 3   | 2   | 1    |

(Carreras en negrita indica pole position, carreras en cursiva indica vuelta rápida)
| Año  | Clase | Equipo           | 1       | 2       | 3       | 4       | 5      | 6     | 7     | 8     | 9     | 10    | 11      | 12    | 13    | Pts | Pos  |
| ---- | ----- | ---------------- | ------- | ------- | ------- | ------- | ------ | ----- | ----- | ----- | ----- | ----- | ------- | ----- | ----- | --- | ---- |
| 1967 | 250cc | Aermacchi        | ESP -   | GER -   | FRA -   | IOM -   | NED -  | BEL - | RDA - | CZE - | FIN - | ULS 5 | NAT -   | CAN - | JPN - | 2   | 18.º |
| 1967 | 350cc | Aermacchi        |         | GER -   |         | IOM -   | NED -  | BEL - | RDA - | CZE - | FIN - | ULS 5 | NAT -   | CAN - |       | 2   | 16.º |
| 1968 | 250cc | Aermacchi        | GER -   | ESP -   | IOM Ret | NED -   | BEL -  | DDR - | CZE - | FIN - | ULS - | NAT - |         |       |       | 0   | -    |
| 1968 | 350cc | Aermacchi        | GER -   |         | IOM 9   | NED -   |        | DDR - | CZE - |       | ULS - | NAT 8 |         |       |       | 0   | -    |
| 1969 | 250cc | Aermacchi        | ESP -   | GER -   | FRA -   | IOM Ret | NED -  | BEL - | DDR - | CZE - | FIN - | ULS - | NAT -   | YUG - |       | 0   | -    |
| 1969 | 350cc | Aermacchi        | ESP -   | GER -   |         | IOM 2   | NED -  |       | DDR - | CZE - | FIN - | ULS 3 | NAT Ret | YUG - |       | 4   | 11.º |
| 1969 | 500cc | Aermacchi        | ESP -   | GER -   | FRA -   | IOM Ret | NED -  |       | DDR - | CZE - | FIN - | ULS 2 | NAT 5   | YUG - |       | 4   | 11.º |
| 1970 | 250cc | Seeley Matchless | GER -   | FRA Ret | YUG -   | IOM Ret | NED -  | BEL - | DDR - | CZE - | FIN - | ULS - | NAT -   | ESP - |       | 0   | -    |
| 1970 | 350cc | Seeley           | GER Ret |         | YUG -   | IOM Ret | NED -  |       | DDR - | CZE - | FIN - | ULS - | NAT -   | ESP - |       | 8   | 22.º |
| 1970 | 500cc | Yamaha           | GER 15  | FRA 5   | YUG -   | IOM Ret | NED 11 | BEL - | DDR - | CZE - | FIN - | ULS -̈ | NAT -   | ESP - |       | 6   | 28.º |